# باول بورتر
باول بورتر (بالإنجليزية: Paul Porter) هو مذيع ‏ أمريكي، ولد في 1954م. اشتهر بعمله مع فريق أورلاندو ماجيك في دوري كرة السلة الأميركي للمحترفين، وفريق تامبا باي لايتنينج في دوري الهوكي الوطني.